# Elusa diloba
Elusa diloba är en fjärilsart som beskrevs av George Francis Hampson 1909. Elusa diloba ingår i släktet Elusa och familjen nattflyn. Inga underarter finns listade i Catalogue of Life.